# Вавіказа
Вавіка́за (англ. Wavikaza) — вища традиційна громада у складі дистрикту Читіпа Північного регіону Малаві.
Населення — 6778 осіб (2018).